# Ambaixada de l'Azerbaidjan a Rússia
L'Ambaixada de l'Azerbaidjan a Rússia és la missió diplomàtica de la República de l'Azerbaidjan a la Federació Russa. La seva seu és al número 16 del carrer Leontyevsky (rus: Леонтьевский переулок, 16), al districte de Presnensky, en Moscou.
L'actual ambaixador és Polad Bülbüloğlu.